# Nekropol
Nekropol eller nekropolis (gr.: "de dødes by") kaldtes i
oldtiden de steder, som man havde valgt til
dér at bisætte de dødes jordiske levninger, især når der i forbindelse med gravene fandtes arkitektoniske konstruktioner, som kunne minde noget om huse og boliger, og som derfor let ledte tanken hen på begrebet "by".
En nekropol behøver dog ikke altid at bestå af fritstående bygninger, det kan ligeledes bruges om samlinger af rum, der er hugget ind i klippeskrænter eller udhugget i undergrunden.
Begrebet nekropol udvides ofte så det betegner enhver begravelsesplads, såvel ældre som nyere, også kirkegårde der endnu er i brug.
Nekropoler ligger gerne i nærheden af de levendes by. Glasgow har en begravelsesplads fra begyndelsen af 1830'erne, som hedder "Glasgow Necropolis"
I Grækenland valgte man som oftest pladsen langs landevejene fra byens port udad til nekropol, en skik der sammen med græsk civilisation udbredte sig til andre lande, blandt andet til Italien.
I Ægypten, Lilleasien og andre lande bestod nekropoler ofte af kamre og rum udhugget i klippeskrænter nær hinanden.
Som eksempler på nekropoler udhugget i undergrunden kan man nævne de romerske kolumbarier, hvor der findes rum bestemt til gemmesteder for rester af brændte lig, og katakomberne med ubrændte lig.
I Ægypten havde man ikke blot nekropoler for mennesker, men også for hellige dyr, som apistyre,, ibiser, katte osv.